# 卡通蒂皮科查湖
14°55′14″S 73°08′41″W / 14.92056°S 73.14472°W
卡通蒂皮科查湖（Hatun Tipiqucha），是秘魯的湖泊，位於該國中南部阿亞庫喬大區，由保卡爾德爾薩拉薩拉省的奧約洛區負責管轄，處於烏綏蒂皮科查湖以南。